# Cantó de Lo Monestier de Gaselha
El cantó de Lo Monestier de Gaselha és un cantó francès del departament de l'Alt Loira, situat al districte de Lo Puèi de Velai. Té 11 municipis i el cap és Lo Monestier de Gaselha.

## Municipis
- Alleyrac
- Chadron
- Freycenet-la-Cuche
- Freycenet-la-Tour
- Goudet
- Laussonne
- Lo Monestier de Gaselha
- Moudeyres
- Présailles
- Saint-Martin-de-Fugères
- Salettes

## Història
| Data d'elecció                           | Identitat      | Partit              | Qualitat |
| ---------------------------------------- | -------------- | ------------------- | -------- |
| 1964-1982                                | M. Jamon       | CD, després UDF-CDS |          |
| 1982-1988                                | Henri Présumey | PS                  |          |
| 1988-2001                                | Marcel Bocquin | UDF-CDS             |          |
| 2001-                                    | André Nicolas  | Divers gauche       |          |
| les dades anteriors no són pas conegudes |                |                     |          |
|                                          |                |                     |          |